# Sabina Gilazowa
Sabina Albiertowna Gilazowa (ros. Сабина Альбертовна Гилязова, ur. 30 września 1994) – rosyjska judoczka.
Uczestniczka mistrzostw świata w 2017, 2018, 2019, 2021 i 2023. Startowała w Pucharze Świata w 2017. Brązowa medalistka mistrzostw Europy w 2021 i 2023. Trzecia na mistrzostwach Rosji w 2016 roku.